# Louis Stracké
Lodevikus (Louis) Ignatius Stracké (Arnhem, 30 juli 1856 - Baarn, 25 januari 1934) was een Nederlandse schilder, tekenaar en etser. 
Louis kwam uit een kunstenaarsfamilie. Hij was de zoon van Frans Stracké en Johanna Geertruida Verwaijen (1814-1877). Zijn broer was Franciscus Xaverius Stracké (1850-1888), zijn zus Maria Geertruida Johanna Stracké (1850-1923). Zijn grootvader was de Duitse schilder en beeldhouwer Ignatius Johannes Stracké, beeldhouwer Jean Theodore Stracké was een neef van hem. Louis trouwde met Anna Maria Struben en bleven kinderloos. Zij erfden in 1898 het huis Eemwijk in Baarn.

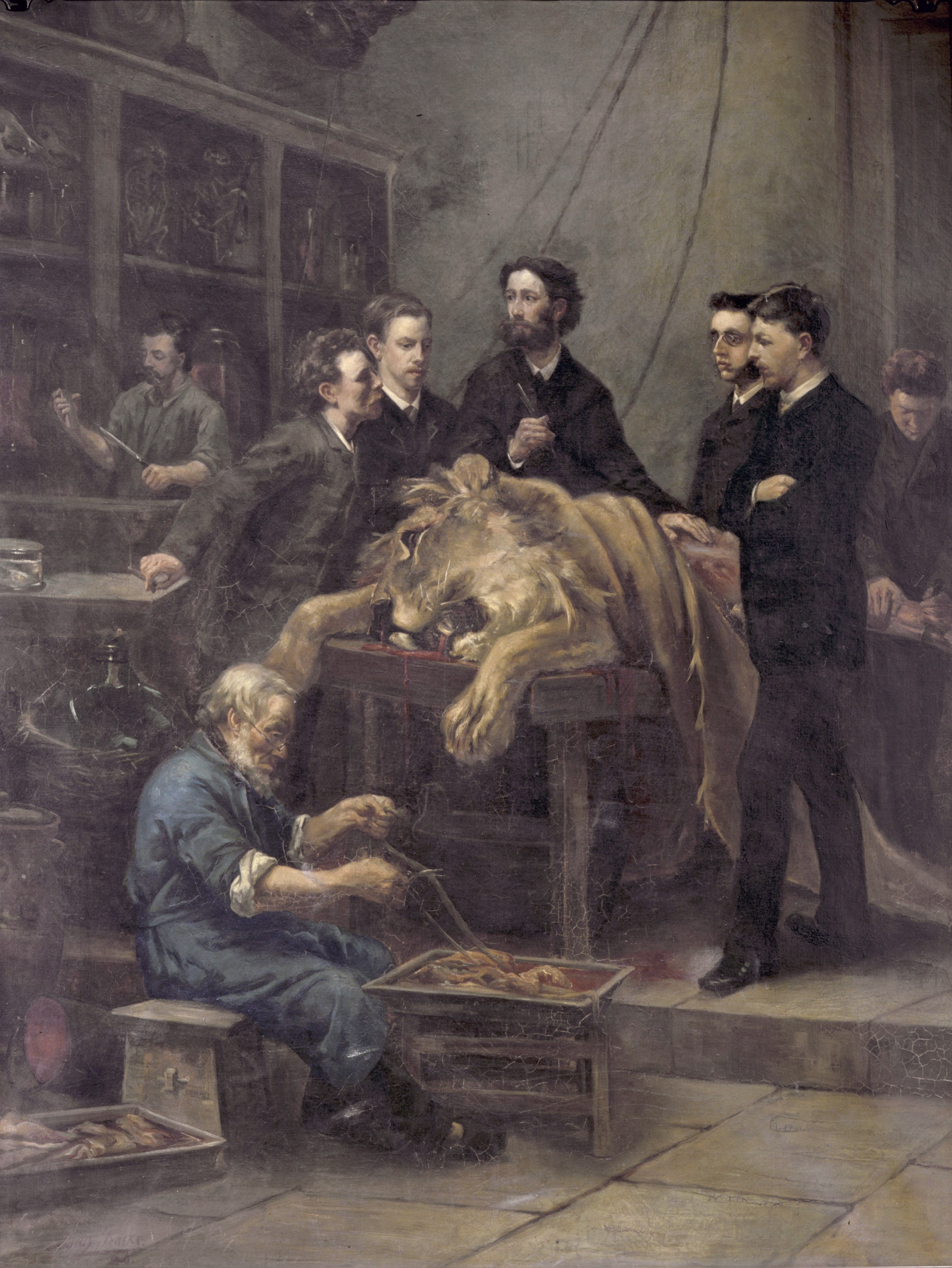
De anatomische les van Max Weber (Louis Stracké, 1886)

Vanaf 1873 woonde hij in Amsterdam, in 1893 vertrok hij naar Parijs en Antwerpen. Na een tijd in Soest te hebben gewoond woonde hij vanaf 1924 in Baarn.
Zijn opleiding kreeg hij aan de Koninklijke Academie voor Schone Kunsten in Antwerpen en de Rijksakademie van beeldende kunsten in Amsterdam. Tot zijn leermeesters hoorden Antoon Derkinderen, Jacob Hendrik Geerlings, Abraham Hesselink en Maximiliaan Verkuijlen. In Amsterdam was hij lid van de verenigingen Arti et Amicitiae en het kunstgezelschap M.A.B. Karel Verlat en August Klawer behoorden tot zijn leerlingen.
Zijn werk bestond uit diervoorstellingen, portretten en figuurvoorstellingen. Louis werkte veel met olieverf op linnen. Zijn werk wordt onder andere bewaard in Museum Arnhem. Het werk Bunschoter meisje hangt in het Openluchtmuseum.

## Tentoonstellingen
Tussen 1906 en 1914 nam Louis deel aan de jaarlijkse tentoonstelling van kunstvereniging "Sint Lucas" in het Stedelijk Museum Amsterdam.